# 강영수 (1965년생 야구 선수)
강영수(姜永壽, 1965년 2월 10일 ~ )는 전 KBO 리그 쌍방울 레이더스 소속의 외야수이다.

## 선수 시절

### 아마추어 시절
대구상고, 한양대를 졸업하고 1988년 실업 팀인 한국화장품 야구단에 활약하였다.

### 삼성 라이온즈 시절
1989년에 1차 2순위 지명을 받아 삼성에 입단했지만 주로 백업으로만 활동했다.

### OB 베어스 시절
1991년에 신경식을 상대로 OB로 트레이드된다. 하지만 1994년에 OB 베어스 항명 파동으로 인해 방출되는 불행을 겪는다.

### 태평양 돌핀스 시절
OB에서 방출된 뒤 태평양에서 영입된다. 이후 커리어하이를 기록한다. 파워에 일가견이 있어 매년 8할에 가까운 OPS를 기록한다. 한때 김상호와 이동수와 홈런왕 경쟁을 펼치기도 했지만 이후에는 별다른 활약을 보이지 못해 1997년 6월에 김광림을 상대로 공의식과 함께 쌍방울로 트레이드되는 계기가 된다.

### 쌍방울 레이더스 시절
대타로 가끔 나오다가 1998년에 은퇴했다.

## 출신학교
- 경상중학교
- 대구상업고등학교
- 한양대학교

1. ↑  정기수 (1994년 9월 7일). “OB선수 집단이탈 왜 일어났나”. 경향신문. 2020년 2월 10일에 확인함.